# Старое Дрожжаное
Ста́рое Дрожжано́е (тат. Иске Чүпрәле) — село в Татарстане, административный центр Дрожжановского района и Стародрожжановского сельского поселения.

## География
Располагается на юго-западе республики на берегу реки Малая Цильна, в 200 км к юго-западу от Казани и в 45 км к западу от железнодорожной станции Бурундуки.
К селу примыкают сёла Новое Дрожжаное (с севера) и Чувашское Дрожжаное (с юго-запада). Имеется подъездная дорога от автодороги А151 «Цивильск — Ульяновск».

## История
При создании Симбирское наместничество в 1780 году, было две деревни: Старой Дрозжаной Куст, крещёных чуваш (ныне Чувашское Дрожжаное) и другая — Старой Дрозжаной Куст, служилых татар (ныне Старое Дрожжаное).
В «Списке населенных мест по сведениям 1859 года», изданном в 1863 году, населённый пункт упомянут как лашманская деревня Старый Дрожжаной Куст 1-го стана Буинского уезда Симбирской губернии. Располагалась на правом берегу реки Цыльны, по левую сторону коммерческого тракта из Буинска в Алатырь, в 59 верстах от уездного города Буинска и в 22 верстах от становой квартиры во владельческой деревне Малая Цыльна. В деревне в 78 дворах жили 858 человек (417 мужчин и 441 женщина). Была мечеть.

## Население
| 1859 |
| ---- |
| 858  |

| 1959 | 1970  | 1979  | 1989  | 2002  | 2010  | 2021  |
| ---- | ----- | ----- | ----- | ----- | ----- | ----- |
| 1814 | ↗1935 | ↗2823 | ↗3049 | ↗3332 | ↘3210 | ↘3113 |

Национальный состав
Согласно результатам переписи 2002 года, в национальной структуре населения села татары составляли 79% из 3332 человек.

## Уроженцы
- Хайруллин, Газинур Гарифзянович — Герой России.
- Атласи Хади Мифтахутдинович — выдающийся татарский общественный и религиозный деятель, историк, педагог, действительный член Общества археологии, истории и этнографии при Казанском государственном университете.